# 前長頜鮃
前長頜鮃（学名：Chascanopsetta prognatha），又名扁魚、皇帝魚、半邊魚、比目魚，为輻鰭魚綱鰈形目鰈亞目鮃科長頜鮃屬下的一个种，分布於印度太平洋馬爾地夫、日本海域，棲息深度494-550公尺，體長可達3公分，棲息底層水域，生活習性不明。